# اسید پنتادکانوئیک
اسید پنتادکانوئیک (به انگلیسی: Pentadecanoic acid) یک ترکیب شیمیایی با شناسه پاب‌کم ۱۳۸۴۹ است. 